# Luigi Federzoni

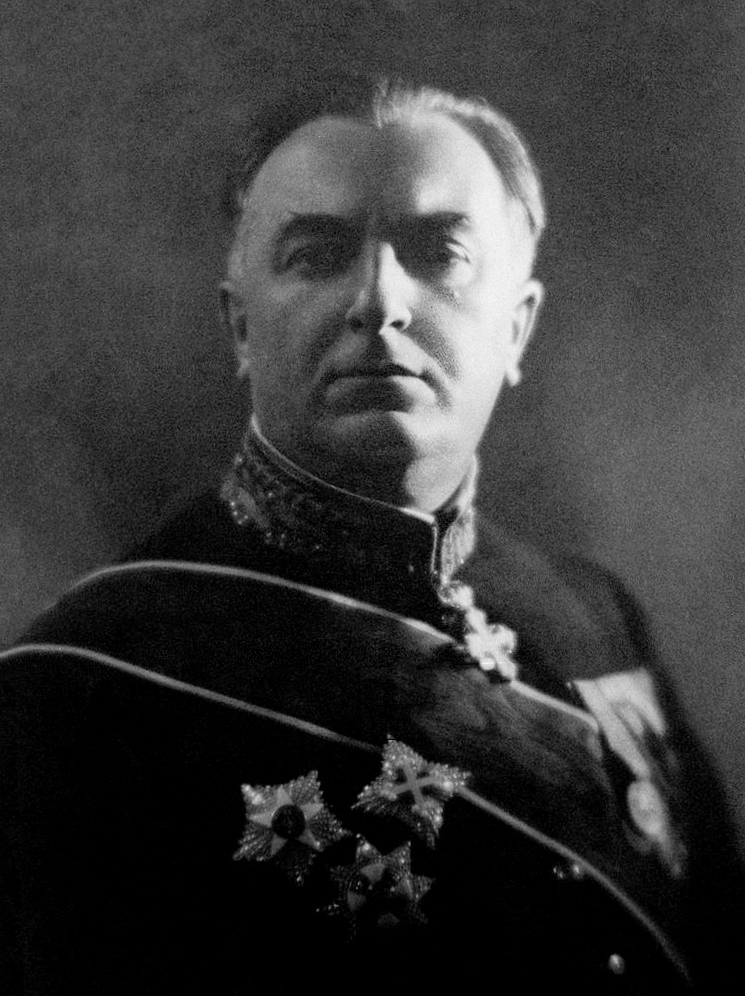
Luigi Federzoni

Luigi Federzoni (* 27. September 1878 in Bologna; † 24. Januar 1967 in Rom) war ein italienischer Politiker vor und während der Zeit des Faschismus.
Federzoni war 1910 einer der Mitbegründer der Associazione Nazionalista Italiana (ANI), die sich an der Seite von Benito Mussolinis Fasci und anderen nationalistischen Gruppen für die Irredentaansprüche Italiens gegen Österreich-Ungarn starkmachte. 1913 wurde Federzoni Abgeordneter. Nach dem Aufstieg der Faschisten zur Macht wurde die ANI 1923 ein Teil des Partito Nazionale Fascista.
Im Kabinett Mussolini war Federzoni von 1923 bis 1928 Minister (Kolonialminister 1923–24 und 1926–28, Innenminister 1924–26) und galt als Ansprechpartner für König Viktor Emanuel III. in der Regierung. Anschließend gehörte er dem Senat an, dessen Präsident er von 1929 bis 1939 war. 1938 wurde er Präsident der Accademia d’Italia.
1943 unterzeichnete Federzoni mit den Beschluss des Faschistischen Großen Rates zur Absetzung Mussolinis. Bei Kriegsende wurde Federzoni zu einer lebenslangen Freiheitsstrafe verurteilt, 1947 aber amnestiert.